# James Sorensen
James Sorensen es un actor y modelo australiano, más conocido por interpretar a Declan Napier en la serie australiana Neighbours.

## Biografía
James tiene una hermana melliza y un hermano seis años menor que él. 
Es de ascendencia danesa, británica y portuguesa.

## Carrera
En el 2005 James apareció en la película cómica Hating Alison Ashley en donde interpretó a un joven llamado James.
En el 2006 se unió al elenco principal de la segunda temporada de la serie de televisión Blue Water High, en donde interpretó al joven surfista Mike Kruze, quien junto a otros 5 jóvenes aspiran con ganar la final del torneo de surf de la escuela Solar Blue. 
En el 2007 también participó en un episodio de la serie dramática australiana Satisfaction, el programa narra la vida de unas jóvenes que están ejerciendo la prostitución por distintos motivos. 
Desde el 2007 hasta inicios del 2010 James formó parte del elenco de la exitosa serie australiana Neighbours, donde interpretó a Declan Napier, sin embargo Sorensen dejó la serie para unirse al ejército. Inmediatamente después de su salida el actor Erin Mullally tomó el papel de Declan.
En enero del 2011 la actriz Jane Hall, quien interpretó a su madre Rebecca Napier en la serie reveló que James ya no estaba en el ejército ya que lo tuvo que abandonar debido a una lesión en la espalda.
En octubre del 2011 apareció en la miniserie Conspiracy 365 donde interpretó a Jake, junto a los actores Julia Zemiro y Marny Kennedy.
En el 2013 apareció como invitado en el décimo episodio de la primera temporada de la serie Mr & Mrs Murder donde interpretó a Ben Nailor.

## Filmografía
Series de televisión
| Año         | Serie           | Personaje     | Notas                        |
| ----------- | --------------- | ------------- | ---------------------------- |
| 2013        | Mr & Mrs Murder | Ben Nailor    | episodio "Little Boxes"      |
| 2012        | Conspiracy 365  | Jake          | 7 episodios                  |
| 2007 - 2010 | Neighbours      | Declan Napier | 646 episodios                |
| 2007        | Satisfaction    | Estudiante    | episodio "Lauren Rising"     |
| 2006        | Blue Water High | Mike Kruze    | 26 episodios                 |
| 2005        | Wicked Science  | Boy           | episodio "A Day in the Life" |

Películas
| Año  | Serie                | Personaje | Notas                 |
| ---- | -------------------- | --------- | --------------------- |
| 2005 | Hating Alison Ashley | James     | junto a Delta Goodrem |